# Salmo abanticus
Salmo abanticus – gatunek ryby z rodziny łososiowatych (Salmonidae).

## Występowanie
Endemiczny pstrąg, występujący w jeziorach Abant i Yedigöller w północno-zachodniej Anatolii.

## Wygląd i biologia
Dorasta do 30 cm długości, maksymalnie do 60 cm. Długość życia wynosi średnio 4 lata. Okres tarła przypada od listopada do grudnia. Żywi się owadami i drobnymi rybami. Chociaż uważany jest za odrębny gatunek, najnowsze dowody sugerują, że pstrągi Salmo abanticus, Salmo labrax i Salmo caspius nie są odrębnymi gatunkami, lecz są odmianami pstrąga potokowego (Salmo trutta).